# ساكو (شركة)

ساكو هي شركة مصنعة للأسلحة النارية والذخائر فنلندية يقع مقرها الرئيسي في مدينة ريهيماكي، فنلندا الجنوبية. الشركة مملوكة حالياً لمجموعة بيريتا الإيطالية.